# Scotargus
Scotargus es un género de arañas araneomorfas de la familia Linyphiidae. Se encuentra en la zona paleártica.

## Lista de especies
Según The World Spider Catalog 12.0:
- Scotargus enghoffi Wunderlich, 1992
- Scotargus grancanariensis Wunderlich, 1992
- Scotargus numidicus Bosmans, 2006
- Scotargus pilosus Simon, 1913
- Scotargus secundus Wunderlich, 1987
- Scotargus tenerifensis Wunderlich, 1992